# Kopcewo (obwód wołogodzki)
Kopcewo (ros. Копцево) – wieś w Rosji, w rejonie wołogodzkim obwodu wołogodzkiego. W 2010 r. liczyła 2 mieszkańców.